# 太右エ門新田
- 日本 > 新潟県 > 新潟市 > 江南区 (新潟市) > 太右エ門新田
- 日本 > 新潟県 > 新潟市 > 中央区 (新潟市) > 太右エ門新田

太右エ門新田（たえもんしんでん）は、新潟県新潟市江南区及び中央区の町字。郵便番号は950-1146。

## 概要
1889年（明治22年）から現在までの大字。信濃川下流右岸に位置する。もとは江戸時代から1889年（明治22年）まであった太右衛門新田の区域の一部で、地名は開発者の名前にちなむ。

### 隣接する町字
北から東回り順に、以下の町字と隣接する。
- 中央区湖南
- 久蔵興屋

※信濃川を挟んで山田と隣接。親松排水路を挟んで親松と隣接。

## 歴史
1634年（寛永11年）の開発とされる。

### 分立した町字
1889年（明治22年）以後に、以下の町字が分立。
高美町（たかみちょう）
1989年（平成元年）12月4日に分立した町字。
湖南（こなん）
2009年（平成21年）5月11日に分立した町字。
太右エ門新田の一部が改称してできた町名。新潟市中央区湖南。郵便番号は950-1151

### 年表
- 1889年（明治22年）4月1日 : 合併により曽野木村の大字となる。
- 1957年（昭和32年）5月3日 : 合併により新潟市の大字となる。
- 2007年（平成19年）4月1日 : 新潟市の政令指定都市移行により、江南区の大字となる。

## 世帯数と人口
2018年（平成30年）1月31日現在の世帯数と人口は以下の通りである。
| 区     | 大字         | 世帯数 | 人口 |
| ------ | ------------ | ------ | ---- |
| 江南区 | 太右エ門新田 | 24世帯 | 71人 |
| 中央区 | 太右エ門新田 | 0世帯  | 0人  |

## 小・中学校の学区
市立小・中学校に通う場合、学区は以下の通りとなる。
| 区     | 番地 | 小学校                 | 中学校               |
| ------ | --- | ---------------------- | -------------------- |
| 江南区 | 1～144番地、150～160番地 162～199番地、200番地 212～233番地、236番地 238～250番地、252番地 254～264番地、270～276番地                                                                             | 新潟市立曽野木小学校   | 新潟市立曽野木中学校 |
| 江南区 | 277～279番地、282番地 286〜287番地、290～292番地 295番地、301番地 303～310番地、312〜313番地 318～321番地、324番地 329番地、333番地、336番地 341番地、468番地 483～496番地、498～507番地 1510番地 | 新潟市立東曽野木小学校 | 新潟市立曽野木中学校 |
| 中央区 | 全域 | 新潟市立東曽野木小学校 | 新潟市立曽野木中学校 |

## 交通
- 磐越自動車道
  - 新潟中央インターチェンジ

- 新潟県道16号新潟亀田内野線
- 新潟県道290号曽野木一日市線